# 厄洛替尼
 厄洛替尼（英語：erlotinib）以Tarceva（中文譯名"得舒緩"或"特羅凱"）等品牌於市面銷售，是一種用於治療非小細胞肺癌（NSCLC）和胰臟癌的藥物。具體而言，它用於治療表皮生長因子受體(EGFR) 發生突變（外顯子19缺失(del19) 或外顯子21 (L858R) 替換突變）的非小細胞肺癌，且癌細胞已擴散到身體其他部位。厄洛替尼經由口服方式給藥。
使用此藥物的常見副作用有皮疹、腹瀉、肌肉痛、關節痛和咳嗽。嚴重的副作用有肺部問題、腎臟問題、肝衰竭、腸胃穿孔、中風和角膜潰瘍。個體於懷孕期間使用可能會傷害胎兒。它是一種酪胺酸激酶抑制劑，透過抑制表皮生長因子受體而發揮作用。
厄洛替尼於2004年獲得美國食品藥物管理局（FDA）批准得用於醫療用途。它已列入世界衛生組織基本藥物標準清單之中。市面上已有此藥物的通用名藥物流通。

## 醫療用途

### 肺癌
厄洛替尼聯合化療以治療不可切除的非小細胞肺癌時，比單獨採用化療的總存活期提高19%，而在無惡化存活期(PFS) 則提高29%。FDA的批准是使用此藥物治療至少一種先前化療方案失敗的局部晚期或是轉移性非小細胞肺癌。
厄洛替尼已被證明對有，或是沒有表皮生長因子突變的肺癌患者均有效，但似乎對有突變的患者更為有效。總存活期、無惡化存活期和一年存活期與標準二線治療藥物（歐洲紫杉醇或培美曲塞）相似。整體緩解率比標準二線化療好約50%。患有腺癌或細支氣管肺泡癌（非小細胞肺癌的亞型）的非吸菸者和已戒菸的輕度吸菸者更有可能出現表皮生長因子突變，但突變會在所有類型的患者中發生。 位於美國的生物技術公司健贊（此公司已於2011年由賽諾菲藥業併購）已開發出檢測表皮生長因子突變的方式。

### 胰臟癌
FDA於2005年11月核准厄洛替尼聯合吉西他濱用於治療局部晚期、不可切除或轉移性胰臟癌。

### 抗藥性

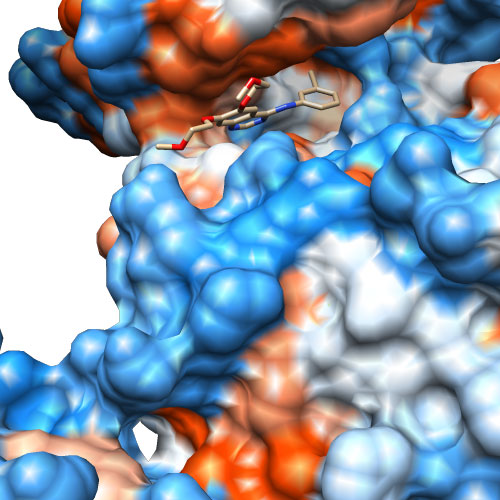
根據蛋白質資料庫取得的資料，顯示厄洛替尼與表皮生長因子受體的結合（顯微解析度為0.26奈米，圖中顏色越藍，親水性越高，顏色越白或越橘，疏水性越高。

患者對厄洛替尼，與其他三磷酸腺苷（ATP）競爭性小分子酪胺酸激酶抑制劑（例如治療慢性髓細胞性白血病的伊馬替尼）一樣，會迅速產生抗藥性。在厄洛替尼，此情況通常發生在治療開始後8-12個月。超過50%的抗藥性是由表皮生長因子受體激酶結構域的三磷酸腺苷結合囊袋中的突變引起，涉及的是將一個小的極性蘇氨酸殘基替換為一個大的非極性甲硫氨酸殘基（T790M）。
大約20%的抗藥性是由肝細胞生長因子受體擴增所引起，這驅動ERBB3（ErbB蛋白家族中的一員）依賴性的磷酸肌醇3-激酶（一個參與諸如細胞生長、增殖、分化、移動、存活和胞內運輸等細胞功能的酶家族，從而也參與癌症）活化，而促進癌細胞的生長和存活。

## 副作用

### 常見
- 大多數使用者均會出現皮疹。類似於痤瘡，主要發生在臉部和頸部，在大多數情況下都會自行消失，即使繼續使用也是如此。一些臨床研究顯示皮膚反應的嚴重程度與存活率增加之間存在相關性，但尚未進行定量評估。[19]刊載於2004年《臨床腫瘤學雜誌（英语：Journal of Clinical Oncology）》的研究報告稱"皮疹似乎是表彰有臨床療效的標誌，但這一發現應透過目前和未來的研究中加以證實。"[20]癌症研究與臨床腫瘤學雜誌（英语：Journal of Cancer Research and Clinical Oncology）刊載的通訊《肺癌前沿（Lung Cancer Frontiers ）》在2003年10月報導，"有中度至重度皮膚反應（皮疹）的患者存活率較僅有輕度反應或無皮膚反應的患者高得多。"[21]
- 腹瀉
- 食慾不振
- 疲勞[10]
- 局部脫髮（部分，而非大片脫落。）

### 稀有
- 間質性肺炎，特徵為咳嗽和呼吸困難逐漸加劇。如果患者的呼吸狀況突然惡化，則應高度懷疑罹患間質性肺炎的可能。
- 毛髮內生，例如睫毛
- 胃腸道毒性
  - 嚴重或致命的腸胃穿孔
- 皮膚毒性
  - 大皰、起泡和剝落性皮膚病（有些會致命）
  - 史蒂芬斯-強森症候群/中毒性表皮壞死鬆解症（英语：toxic epidermal necrolysis）[22]
- 眼部疾病
  - 角膜病變
- 肺部毒性
  - 間質性肺炎
  - 隱源性組織化肺炎（英语：Cryptogenic organizing pneumonia） (COP)
  - 肺纖維化
  - 致命不對稱間質性肺病[23]

## 交互作用
厄洛替尼不是肝臟有機陰離子轉運蛋白家族（OATP1B1或OATP1B3）的基質。此外，厄洛替尼不是OATP1B1或OATP1B3轉運蛋白的抑制劑。Also, erlotinib is not an inhibitor of OATP-1B1 or OATP-1B3 transporter.
厄洛替尼主要經由肝臟酵素CYP3A4（細胞色素P450 3A4酶）代謝。誘導這種酵素（即刺激其產生）的化合物，例如貫葉連翹（歐美常用的草藥），會降低厄洛替尼於使用者體內的濃度，而CYP3A4抑制劑會增加其濃度。

## 作用機轉
厄洛替尼是一種表皮生長因子受體抑制劑（EGFR抑制劑）。該藥物繼吉非替尼（商品名稱Iressa）之後推出，吉非替尼是此類型藥物中的第一種。厄洛替尼專門針對表皮生長因子受體 (EGFR) 酪胺酸激酶，此激酶在各種形式的癌症中高度表達，偶爾會發生突變。它以可逆的方式與受體的三磷酸腺苷 (ATP) 結合位點結合。為傳遞訊號，兩個EGFR分子需要結合在一起形成蛋白二聚體。然後，它們利用ATP分子在酪胺酸殘基上相互轉磷酸化，產生磷酸酪胺酸殘基，將磷酸酪胺酸結合蛋白募集到EGFR上，組裝蛋白複合物，將訊號級聯轉導至細胞核或活化其他細胞生化過程。當厄洛替尼與EGFR結合時，EGFR中無法形成磷酸酪胺酸殘基，且不會啟動訊號級聯。

## 社會與文化
此藥物在美國由基因泰克和OSI製藥銷售，在其他地方由羅氏藥業銷售。
藥物的美國專利於2020年到期。邁蘭藥業曾針對OSI製藥於厄洛替尼專利發動挑戰，美國德拉瓦州聯邦地區法院於2012年5月宣佈判決，將邁蘭藥業的挑戰駁回。
在印度，羅氏藥業為厄洛替尼的專利權於2008年對生產通用名藥物的印度西普拉有限公司發起訴訟（西普拉的產品價格僅為羅氏的三分之一），迄2017年，兩造決定撤回侵權之訴，達成和解。

## 外部連結
- . National Cancer Institute.   [2024-10-08]. （原始内容存档于2020-07-15）.